# بطولة القارات دبليو دبليو إي
بطولة القارات دبليو دبليو إي هي بطولة مصارعة محترفة للرجال تأسست من قبل مؤسسة المصارعة العالمية الترفيهية، تلعب البطولة تحت العلامة التجارية راو، البطل الحالي هو جاي اوسو وهو أول لقب له. فاز جاي اوسو باللقب أثناء لعبة في علامة دبليو دبليو إي راو التجارية بفوزه على برون بريكر في حلقة دبليو دبليو إي راو بتاريخ 24 سبتمبر 2024.
يعتبر كريس جيريكو وذا ميز هما المصارعان الأكثر فوز ببطولة القارات بتسعة مرات لكل منهما.

## احصائيات
- أول من فاز به: هو بات باترسون.
- الأكثر فوز به: كريس جيركو وذا ميز 9 مرات
- الأكثر حفاظا عليه: جونثر 666 يوم
- الأقل حفاظا عليه: تربل اتش 10 ثواني
- البطل الأكبر سنا: ريك فلير 56 سنة
- البطل الأصغر سنا: جيف هاردي 23 سنة
- البطل الأثقل وزنا: بيغ شو 200 كيلوغرام
- البطل الأخف وزنا: ري ميستيريو 75 كيلوغرام
- البطل الأطول: ديزل 2.16 متر
- البطل الأقصر: ري ميستيريو 1.68 متر
- البطل الحالي هو جاي اوسو بعد ان هزم برون بريكر في عرض راو ليلة الاثنين 24 سبتمبر 2024 ليصبح بطل القارات للمرة الأولى في تاريخه.